# August Christian Andreas Abel
August Christian Andreas Abel (* 2. August 1751 in Braunschweig; † 3. August 1834 in Ludwigslust) war ein deutscher Geiger und Hofmusiker.

## Leben
August Christian Andreas Abel stammte aus einer Musiker- und Malerfamilie. Er war ein Sohn des Konzertmeisters Leopold August Abel und dessen Frau Benigna Charlotte, geb. Retzeln sowie Neffe des Musikers Carl Friedrich Abel und der Maler Ernst August Abel und Ernst Heinrich Abel. Seine Brüder waren Wilhelm Anton Christian Abel und der neunzehn Jahre jüngere Friedrich Ludwig Aemilius Abel.

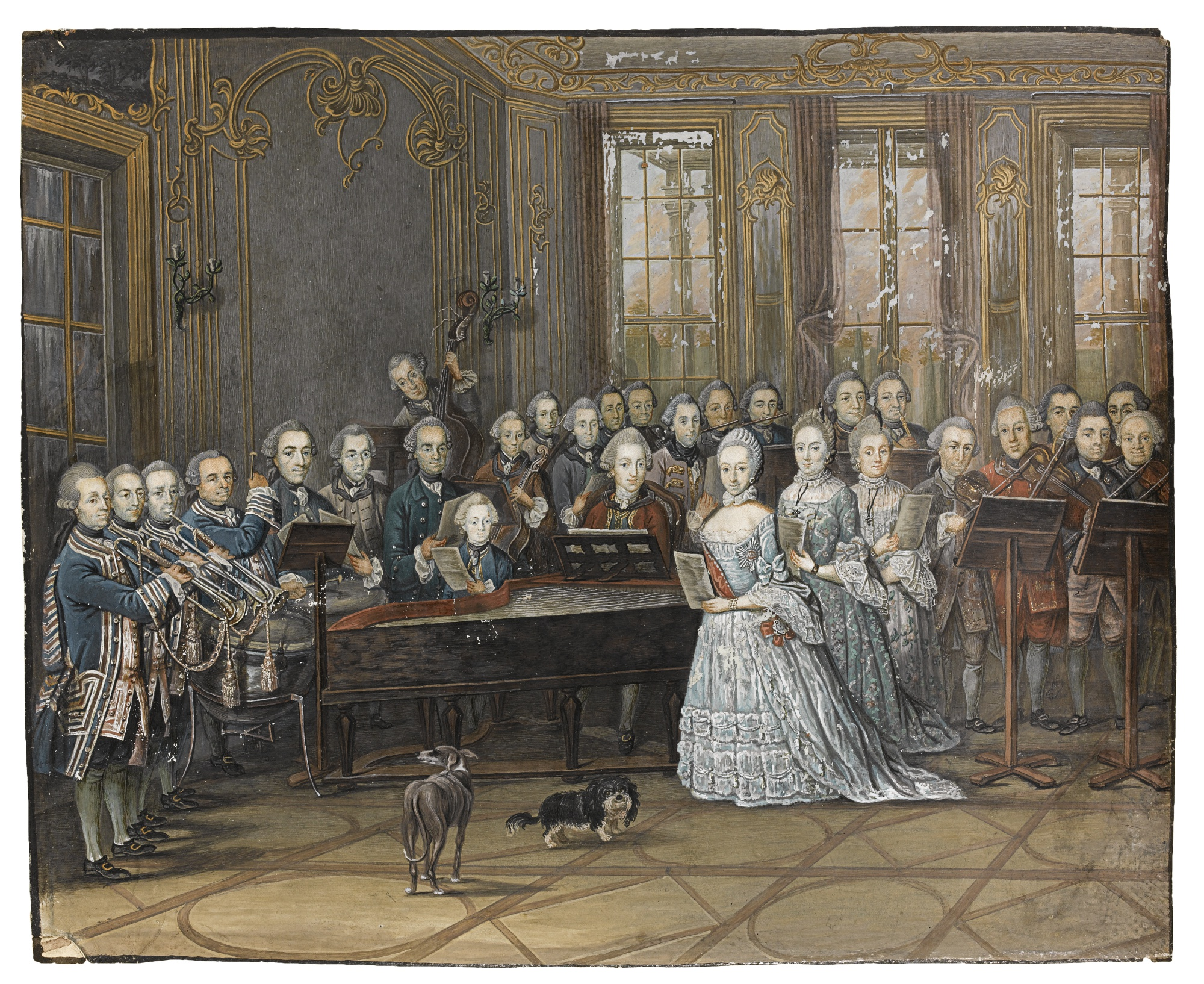
Leopold August Abel: Hofkapelle Ludwigslust (1770)

1769 wurde er zusammen mit seinem Vater und seinem Bruder in die Mecklenburg-Schwerinsche Hofkapelle aufgenommen. Im selben Jahr zog die Hofkapelle nach Ludwigslust. Während der Vater Erster Geiger war, spielten die beiden Brüder zweite Geige.  Wie andere Familienmitglieder hatte er auch Talent und Ausbildung in der Malerei. Von ihm stammen Porträts einiger Hofkapellmitglieder und Miniaturporträts der herzoglichen Familie.
Er war seit 1793 verheiratet mit der 19 Jahre jüngeren Johanna Sophia Fridrica, geb. Hein(t)z (1770–1824). 1807 hatte das Paar sieben Kinder. Die beiden Söhne des Paares, Friedrich Ludwig Abel und Johann Leopold Abel (1795–1871) erhielten von ihrem Vater von früher Kindheit an Violin- und Klavierunterricht. Er ging mit beiden auf eine finanziell nicht erfolgreiche Konzerttournee durch Norddeutschland. 1821 wurde er pensioniert.